# Regius Professor of Physiology (Glasgow)
 For alternative betydninger, se Regius Professor of Physiology. (Se også artikler, som begynder med Regius Professor of Physiology)
Regius Professorship of Physiology (oprindelig Regius Chair of Theory of Physic or Institutes of Medicine) er et professorat ved Glasgows Universitet.
Lærostolen blev instiftet af dronning Viktoria 1839 og er en af flere stillinger som Regius Professor ved læresædet. I 1893 skiftede den navn til Regius Professorship of Physiology.

## Indehavere
- 1839–1876, Andrew Buchanan
- 1876–1906: John Gray McKendrick
- 1906–1928: Diarmid Noel Paton
- 1928–1947: Edward Provan Cathcart
- 1947–1970: Robert Campbell Garry
- 1971–1990: Otto Fred Hutter
- 1991–2012: Ian McGrath
- 2013– Tomasz Jan Guzik